# Love at First Sting Tour 2024
Love at First Sting Tour 2024 es la vigésima quinta gira mundial de conciertos de la banda alemana de hard rock y heavy metal Scorpions, para conmemorar el 40.° aniversario del álbum Love at First Sting de 1984. Comenzó el 11 de abril de 2024 en el Bakkt Theater de Las Vegas en los Estados Unidos y culminó el 1 de agosto del mismo año en el festival alemán Wacken Open Air.

## Antecedentes
Originalmente, la gira de conciertos iba a partir en el festival Vive Latino en Ciudad de México el 16 de marzo de 2024, pero una semana antes la banda anunció que cancelaría su presentación prevista por problemas de salud del vocalista Klaus Meine. De acuerdo al comunicado, Meine se sometió a una cirugía de columna y su médico le recomendó que no viajara para que tuviese el tiempo de recuperación adecuado. Tras ello, la gira comenzó oficialmente el 11 de abril de 2024 en el recinto Bakkt Theater de Las Vegas (Estados Unidos); el primero de nueve conciertos de la residency show Love at First Sting Las Vegas. En estos, la banda fue teloneada por la estadounidense Ugly Kid Joe.
En la segunda quincena de mayo se inició el tramo por Oriente Próximo, que contó con fechas en Emiratos Árabes Unidos (17 de mayo), Baréin (20 de mayo) y, originalmente, una en Turquía (23 de mayo). Tras el éxito de ventas del evento en Estambul —Scorpions volvía a Turquía después de ocho años— se programó un segundo concierto para el 25 de mayo. Después de presentarse en Alma Ata (Kazajistán) y Batumi (Georgia), el 8 de junio en Londres comenzó la sección europea que, durante dos meses, los llevó a presentarse principalmente en varios festivales de música. Al principio, la gira contemplaba cinco fechas por Alemania en septiembre; sin embargo, estas se cancelaron debido a que el guitarrista Matthias Jabs sufrió una caída que le quebró el meñique y el talón izquierdo. Por ese motivo, el último concierto fue el del 1 de agosto en el festival Wacken Open Air.

## Lista de canciones
Como el principal motivo de la gira es la celebración del 40.° aniversario del álbum Love at First Sting de 1984, en la lista de canciones interpretó ocho de las nueve pistas que lo componen, la única excepción fue «As Soon As the Good Times Roll». A continuación, el listado de canciones interpretado en Las Vegas el 11 de abril.
1. «Coming Home»
2. «Gas in the Tank»
3. «Make It Real»
4. «The Zoo»
5. «Coast to Coast»
6. «I'm Leaving You»
7. «Crossfire»
8. «Bad Boys Running Wild»
9. «Delicate Dance»
10. «Send Me an Angel»
11. «Wind of Change»
12. «Tease Me Please Me»
13. «Peacemaker»
14. «The Same Thrill»
15. «New Vision» (solo de bajo y batería)
16. «Blackout»
17. «Big City Nights»
18. «Still Loving You»
19. «Rock You Like a Hurricane»

## Fechas
| Fecha           | País                   | Ciudad                      | Recinto/Festival             | Notas                            |
| Norteamérica    | Norteamérica           | Norteamérica                | Norteamérica                 | Norteamérica                     |
| --------------- | ---------------------- | --------------------------- | ---------------------------- | -------------------------------- |
| 11 de abril     | Estados Unidos         | Las Vegas                   | Bakkt Theater                | teloneados por Ugly Kid Joe      |
| 13 de abril     | Estados Unidos         | Las Vegas                   | Bakkt Theater                | teloneados por Ugly Kid Joe      |
| 18 de abril     | Estados Unidos         | Las Vegas                   | Bakkt Theater                | teloneados por Ugly Kid Joe      |
| 20 de abril     | Estados Unidos         | Las Vegas                   | Bakkt Theater                | teloneados por Ugly Kid Joe      |
| 24 de abril     | Estados Unidos         | Las Vegas                   | Bakkt Theater                | teloneados por Ugly Kid Joe      |
| 26 de abril     | Estados Unidos         | Las Vegas                   | Bakkt Theater                | teloneados por Ugly Kid Joe      |
| 28 de abril     | Estados Unidos         | Las Vegas                   | Bakkt Theater                | teloneados por Ugly Kid Joe      |
| 1 de mayo       | Estados Unidos         | Las Vegas                   | Bakkt Theater                | teloneados por Ugly Kid Joe      |
| 3 de mayo       | Estados Unidos         | Las Vegas                   | Bakkt Theater                | teloneados por Ugly Kid Joe      |
| Oriente Próximo |                        |                             |                              |                                  |
| 17 de mayo      | Emiratos Árabes Unidos | Abu Dhabi                   | Etihad Arena                 |                                  |
| 20 de mayo      | Baréin                 | Baréin                      | Al Dana Amphitheatre         |                                  |
| 23 de mayo      | Turquía                | Estambul                    | Küçükçiftlik Park            |                                  |
| 25 de mayo      | Turquía                | Estambul                    | Küçükçiftlik Park            |                                  |
| Asia            |                        |                             |                              |                                  |
| 28 de mayo      | Kazajistán             | Alma Ata                    | Almaty Arena                 |                                  |
| 31 de mayo      | Georgia                | Batumi                      | Black Sea Arena              |                                  |
| Europa I        |                        |                             |                              |                                  |
| 8 de junio      | Inglaterra             | Londres                     | Wembley Arena                | teloneados por Extreme           |
| 11 de junio     | Países Bajos           | Ámsterdam                   | Ziggo Dome                   | teloneados por Extreme           |
| 15 de junio     | Portugal               | Lisboa                      | Rock in Rio Lisboa           |                                  |
| 18 de junio     | Francia                | Vienne                      | Théatre Antique de Vienne    | teloneados por Sortilège         |
| 21 de junio     | Francia                | Nancy                       | Zénith                       |                                  |
| 23 de junio     | Bélgica                | Dessel                      | Graspop Metal Meeting        |                                  |
| 27 de junio     | Eslovaquia             | Žilina                      | Topfest 2024                 |                                  |
| 29 de junio     | Hungría                | Budapest                    | Budapest Arena               | teloneados por Omega Testamentum |
| 2 de julio      | Luxemburgo             | Luxemburgo                  | Luxexpo Open Air             |                                  |
| 4 de julio      | Suiza                  | Murten                      | Stars of Sounds              |                                  |
| 6 de julio      | Alemania               | Breisach                    | Pinot and Rock               |                                  |
| 11 de julio     | España                 | Valencia                    | Marina Sur                   |                                  |
| 13 de julio     | España                 | Chiclana de la Frontera     | Concert Music Festival       |                                  |
| 16 de julio     | España                 | Madrid                      | WiZink Center                |                                  |
| 19 de julio     | España                 | Santo Domingo de la Calzada | RockLand Art Fest            |                                  |
| 21 de julio     | España                 | Gijón                       | Tsunami Xixón Festival       |                                  |
| 23 de julio     | Francia                | Carcasona                   | Festival de Carcassone       |                                  |
| 26 de julio     | Polonia                | Varsovia                    | Estadio Nacional de Varsovia | teloneados por Europe            |
| 29 de julio     | República Checa        | Pardubice                   | Enteria Arena                |                                  |
| 1 de agosto     | Alemania               | Wacken                      | Wacken Open Air              |                                  |

## Fechas canceladas
| Fecha            | País     | Ciudad             | Motivo                                                       |
| ---------------- | -------- | ------------------ | ------------------------------------------------------------ |
| 16 de marzo      | México   | Ciudad de México   | Por la recuperación de una cirugía de columna de Klaus Meine |
| 11 de septiembre | Alemania | Núremberg          | Por una lesión sufrida por Matthias Jabs                     |
| 13 de septiembre | Alemania | Hamburgo           | Por una lesión sufrida por Matthias Jabs                     |
| 15 de septiembre | Alemania | Leipzig            | Por una lesión sufrida por Matthias Jabs                     |
| 18 de septiembre | Alemania | Colonia            | Por una lesión sufrida por Matthias Jabs                     |
| 20 de septiembre | Alemania | Fráncfort del Meno | Por una lesión sufrida por Matthias Jabs                     |

## Músicos
- Klaus Meine: voz
- Matthias Jabs: guitarra líder, talk box y coros
- Rudolf Schenker: guitarra rítmica y coros
- Paweł Mąciwoda: bajo y coros
- Mikkey Dee: batería